# Gunhildr di Venedia
Gunhildr o Gunilde (X secolo – X secolo) è stata una mitica principessa polacca, figlia di Burislav (forse Miecislao I) e Dubrawka, moglie di Sweyn I di Danimarca. C'è chi la identifica con Sigrid la Superba.

## Fonti
Le fonti medievali che possano fornire dettagli rilevanti circa le consorti di Sweyn I di Danimarca sono piuttosto scarse, ma fra queste si ricordano:
- Tietmaro di Merseburgo menziona una figlia di Miecislao I di Polonia di cui non fa il nome, la quale aveva sposato Sweyn e che aveva dato alla luce Canuto il Grande e Aroldo II di Danimarca.[1] Tietmaro è probabilmente uno dei cronisti meglio informati circa questi eventi siccome era coevo con i protagonisti di queste vicende ed era ben informato sugli eventi concernenti la Polonia e la Danimarca. Se questa parentela fosse vera allora Sigrid sarebbe anche la sorella di Boleslao I di Polonia, e questo spiegherebbe il coinvolgimento dell'esercito polacco nell'invasione dell'Inghilterra che avvenne per mano di Sweyn nel 1013.
- Adamo da Brema scrisse circa un secolo dopo Tietmaro e anch'egli parla di una principessa polacca, sorella di Boleslao, che sposò Eric il Vittorioso da cui ebbe come figlio Olof III di Svezia e che, in seconde nozze, sposò Sweyn I di Danimarca da cui ebbe due figli, Canuto e Aroldo. Egli è il primo cronista che menziona il matrimonio fra Sigrid ed Eric, motivo per cui molti storici sono inclini a non considerarlo attendibile poiché egli visse parecchio tempo dopo gli eventi in questione. Nella sua opera, le Gesta Hammaburgensis ecclesiae pontificum, egli scrive che fu Boleslao a dare la sorella in moglie ad Eric, tuttavia Olof nacque attorno al 980 quando Boleslao non era ancora re, tempistica che rende i fatti piuttosto improbabili.
- L'Encomium Emmae cita in un breve passaggio che Canuto e suo fratello si recarono nella terra degli Slavi portando indietro con sé la madre che viveva laggiù. Ovviamente questo non significa che essa fosse per forza originaria di quelle terre, tuttavia l'opera lo suggerisce fortemente.
- Nel Liber vitae of the New Minster and Hyde Abbey Winchester c'è un'iscrizione secondo cui una delle sorelle di Canuto si sarebbe chiamata Santslaue (il testo è Santslaue soror CNVTI regis nostri) un nome che richiama una matrice slava. Alcuni storici ritengono che questa figlia sia stata battezzata così in onore della propria madre generando l'ipotesi secondo il quale il nome originale della madre fosse Swietoslawa. Tuttavia quest'idea si basa sull'ipotesi, non confermata, che Santaslaue porti il nome della madre.

Negli anni si sono formate varie teorie sulla vera identità di Gunhildr, variabilmente confusa con quella di Sigrid. Una di queste vuole che essa non sia altro che il frutto delle confuse interpretazioni legate alla vita della principessa Swietoslawa, la figlia di Miecislao I che sposò Eric il Vittorioso in prime nozze e Sweyn in seconde nozze. Il nome Sigrid potrebbe essere sia il nome che ella stessa scelse di adottare per meglio adattarsi al nuovo contesto linguistico in cui viveva, che una mera invenzione dei cronisti che non conoscevano o non sapevano trascrivere il suo nome di battesimo.